# Llista de monuments de Vilajuïga
Llista de monuments de Vilajuïga inclosos en l'Inventari del Patrimoni Arquitectònic de Catalunya per al municipi de Vilajuïga (Alt Empordà). Inclou els inscrits en el Registre de Béns Culturals d'Interès Nacional (BCIN) amb la classificació de monuments històrics i els Béns Culturals d'Interès Local (BCIL) de caràcter arquitectònic.
| Monument                                                                                              | Protecció    | Estil/època                           | Localització                                                            | Coordenades                                          | Codi?         | Imatge |
| --- | ------------ | ------------------------------------- | ----------------------------------------------------------------------- | ---------------------------------------------------- | ------------- | --- |
| Castell de Quermançó, Castell de Carmençó                                                             | BCIN 1771-MH | Obra popular X, XIII, XV              | Vilajuïga Ctra. N-260 de Figueres a Roses, km 24, a uns 200 m           | 42° 20′ 24″ N, 3° 05′ 31″ E / 42.339999°N,3.092077°E | RI-51-0006179 | Castell de Quermançó (Vilajuïga) · Vegeu més fotos d'aquest monument · Carregueu una nova foto d'aquest monument                |
| Castell de Miralles                                                                                   | BCIN 1772-MH | Obra popular Medieval                 | Vilajuïga Ctra. N-260, km 20, sobre la Roca de Miralles o Roca Pujolar  | 42° 20′ 31″ N, 3° 07′ 56″ E / 42.342037°N,3.132155°E | RI-51-0006180 | Carregueu una nova foto d'aquest monument                                                                                       |
| Corral de Montperdut                                                                                  |              | Obra popular XVIII                    | Vilajuïga Paratge de Montperdut, a prop del Mas Montperdut              | 42° 20′ 32″ N, 3° 06′ 13″ E / 42.342169°N,3.103736°E | IPA-20429     | Carregueu una nova foto d'aquest monument                                                                                       |
| Mas Montperdut                                                                                        |              | Obra popular XVIII Mitjan, XIX Mitjan | Vilajuïga Paratge de Montperdut                                         | 42° 20′ 40″ N, 3° 05′ 55″ E / 42.344371°N,3.098626°E | IPA-20430     | Carregueu una nova foto d'aquest monument                                                                                       |
| Casamates o búnquers del Montperdut                                                                   |              | Obra popular XX Mitjan                | Vilajuïga Paratge de Montperdut                                         | 42° 20′ 42″ N, 3° 06′ 33″ E / 42.344875°N,3.109274°E | IPA-20432     | Carregueu una nova foto d'aquest monument                                                                                       |
| Església de Sant Feliu de Vilajuïga                                                                   |              | Romànic, barroc XI, XVII, XVIII       | Vilajuïga Pl. Major                                                     | 42° 19′ 30″ N, 3° 05′ 35″ E / 42.325044°N,3.093140°E | IPA-20433     | Església de Sant Feliu de Vilajuïga (Vilajuïga) · Vegeu més fotos d'aquest monument · Carregueu una nova foto d'aquest monument |
| Creu de terme del coll de Canyelles                                                                   |              | Obra popular Medieval                 | Vilajuïga Coll de Canyelles                                             | 42° 20′ 22″ N, 3° 07′ 00″ E / 42.339500°N,3.116530°E | IPA-20438     | Carregueu una nova foto d'aquest monument                                                                                       |
| Mas Pujolar                                                                                           |              | Obra popular XVII                     | Vilajuïga Vall de la riera de Pujolar                                   | 42° 20′ 36″ N, 3° 07′ 30″ E / 42.343454°N,3.124884°E | IPA-20441     | Carregueu una nova foto d'aquest monument                                                                                       |
| Fàbrica d'Alcohol Vínic de Vilajuïga                                                                  |              | Modernisme XX Inici                   | Vilajuïga C. de l'Estació                                               | 42° 19′ 27″ N, 3° 05′ 09″ E / 42.324073°N,3.085833°E | IPA-20444     | Fàbrica d'Alcohol Vínic de Vilajuïga · Vegeu més fotos d'aquest monument · Carregueu una nova foto d'aquest monument            |
| Mas Satlle, Mas Salla                                                                                 |              | Obra popular XIX                      | Vilajuïga Ctra. GI-610 de Pau a Vilajuïga, km 8, paratge del Mas Satlle | 42° 19′ 21″ N, 3° 06′ 00″ E / 42.322445°N,3.099921°E | IPA-20445     | Mas Satlle (Vilajuïga) · Vegeu més fotos d'aquest monument · Carregueu una nova foto d'aquest monument                          |
| Balneari Vilajuïga, Aigües Minerals de Vilajuïga, Edifici de la Font de l'Escaire                     |              | Obra popular XX Inici                 | Vilajuïga C. Sant Sebastià, 2                                           | 42° 19′ 31″ N, 3° 05′ 39″ E / 42.325255°N,3.094033°E | IPA-37477     | Balneari Vilajuïga · Vegeu més fotos d'aquest monument · Carregueu una nova foto d'aquest monument                              |
| Cooperativa Agrícola, Celler de Vilajuïga, Celler de Empordàlia, Cooperativa Vitivinícola Alt Empordà |              | Obra popular XX Mitjan                | Vilajuïga Crta. de Roses, 3 (km 9)                                      | 42° 19′ 28″ N, 3° 05′ 24″ E / 42.324569°N,3.090106°E | IPA-37815     | Cooperativa Agrícola (Vilajuïga) · Vegeu més fotos d'aquest monument · Carregueu una nova foto d'aquest monument                |
| Mas Falgàs                                                                                            |              | Obra popular XVII                     | Vilajuïga C. del General Moragues, barri de l'Estació                   | 42° 19′ 37″ N, 3° 05′ 24″ E / 42.326933°N,3.090133°E | IPA-37898     | Mas Falgàs (Vilajuïga) · Vegeu més fotos d'aquest monument · Carregueu una nova foto d'aquest monument                          |
| Antigues Escoles, Casa de la Vila, Ajuntament                                                         |              | Modernisme XX Inici                   | Vilajuïga C. de Sant Sebastià, 39                                       | 42° 19′ 39″ N, 3° 05′ 38″ E / 42.327381°N,3.093987°E | IPA-37899     | Antigues Escoles (Vilajuïga) · Vegeu més fotos d'aquest monument · Carregueu una nova foto d'aquest monument                    |
| Búnquers i casamates del camí de Canyelles                                                            |              | Obra popular XX Mitjan                | Vilajuïga Camí al Coll de Canyelles                                     | 42° 20′ 21″ N, 3° 07′ 01″ E / 42.339112°N,3.117009°E | IPA-37903     | Carregueu una nova foto d'aquest monument                                                                                       |
| Casa al carrer Sant Sebastià, 37                                                                      |              | Obra popular XX Inici                 | Vilajuïga C. de Sant Sebastià, 37                                       | 42° 19′ 38″ N, 3° 05′ 39″ E / 42.327191°N,3.094030°E | IPA-38106     | Casa al carrer Sant Sebastià, 37 (Vilajuïga) · Vegeu més fotos d'aquest monument · Carregueu una nova foto d'aquest monument    |
| Mas de Canyelles, Cal Júlio                                                                           |              | Obra popular XVIII, XX                | Vilajuïga Paratge de Canyelles, al costat del túnel del tren            | 42° 20′ 03″ N, 3° 06′ 37″ E / 42.334188°N,3.110215°E | IPA-38107     | Carregueu una nova foto d'aquest monument                                                                                       |
| La Masia                                                                                              |              | Obra popular XVIII, XIX               | Vilajuïga Ctra. de Sant Pere de Roda, 7                                 | 42° 19′ 39″ N, 3° 05′ 43″ E / 42.327362°N,3.095183°E | IPA-38108     | La Masia (Vilajuïga) · Vegeu més fotos d'aquest monument · Carregueu una nova foto d'aquest monument                            |
| Escola Santiago Ratés, Escola Comarcal de Vilajuïga, CEIP Santiago Ratés                              |              | Darreres tendències XX Final          | Vilajuïga C. de Sant Sebastià, 12                                       | 42° 19′ 37″ N, 3° 05′ 40″ E / 42.326970°N,3.094430°E | IPA-38109     | Escola Santiago Ratés (Vilajuïga) · Vegeu més fotos d'aquest monument · Carregueu una nova foto d'aquest monument               |
| Casa al carrer Colom, 12                                                                              |              | Obra popular XX                       | Vilajuïga C. Colom, 12                                                  | 42° 19′ 32″ N, 3° 05′ 41″ E / 42.325619°N,3.094737°E | IPA-38110     | Casa al carrer Colom, 12 (Vilajuïga) · Vegeu més fotos d'aquest monument · Carregueu una nova foto d'aquest monument            |
| Ca la Feua                                                                                            |              | Obra popular XIX                      | Vilajuïga C. Pere Serra, 4                                              | 42° 19′ 53″ N, 3° 05′ 50″ E / 42.331372°N,3.097246°E | IPA-38111     | Ca la Feua (Vilajuïga) · Vegeu més fotos d'aquest monument · Carregueu una nova foto d'aquest monument                          |
| Arcada del carrer Màrtirs                                                                             |              | Obra popular XVIII                    | Vilajuïga C. Màrtirs, 11                                                | 42° 19′ 52″ N, 3° 05′ 50″ E / 42.331088°N,3.097270°E | IPA-38163     | Arcada del carrer Màrtirs (Vilajuïga) · Vegeu més fotos d'aquest monument · Carregueu una nova foto d'aquest monument           |
| Arcada del carrer Unió                                                                                |              | Obra popular XVII                     | Vilajuïga C. Unió, 7                                                    | 42° 19′ 50″ N, 3° 05′ 45″ E / 42.330518°N,3.095849°E | IPA-38164     | Arcada carrer del Unió (Vilajuïga) · Vegeu més fotos d'aquest monument · Carregueu una nova foto d'aquest monument              |
| Mas de Can Noguera, Ca l'Orgaz                                                                        |              | Obra popular XVII-XIX                 | Vilajuïga C. del Raval del Mig                                          | 42° 19′ 45″ N, 3° 05′ 48″ E / 42.329054°N,3.096569°E | IPA-38165     | Mas de Can Noguera (Vilajuïga) · Vegeu més fotos d'aquest monument · Carregueu una nova foto d'aquest monument                  |
| Cal Tali, Bar Tal i Qual, el Tali                                                                     |              | Obra popular XX Inici                 | Vilajuïga C. de la Font, 6                                              | 42° 19′ 32″ N, 3° 05′ 41″ E / 42.325619°N,3.094737°E | IPA-38166     | Carregueu una nova foto d'aquest monument                                                                                       |
| Can Rovira                                                                                            |              | Noucentisme XX Inici                  | Vilajuïga Barri de l'Estació, riba dreta de la riera de Quermançó       | 42° 19′ 38″ N, 3° 05′ 27″ E / 42.327234°N,3.090892°E | IPA-38167     | Can Rovira (Vilajuïga) · Vegeu més fotos d'aquest monument · Carregueu una nova foto d'aquest monument                          |
| Casa del carrer Deulofeu, 4                                                                           |              | Modernisme XX Inici                   | Vilajuïga C. Deulofeu, 4                                                | 42° 19′ 31″ N, 3° 05′ 35″ E / 42.325265°N,3.093141°E | IPA-38168     | Casa del carrer Deulofeu, 4 (Vilajuïga) · Vegeu més fotos d'aquest monument · Carregueu una nova foto d'aquest monument         |
| Mas Gori, Discoteca Rachdingue, Fondation of Art Rachdingue                                           |              | Obra popular XVIII                    | Vilajuïga Paratge del Mas d'en Satlle                                   | 42° 19′ 27″ N, 3° 06′ 04″ E / 42.324231°N,3.101228°E | IPA-38169     | Carregueu una nova foto d'aquest monument                                                                                       |
| Caves Gelamà                                                                                          |              | Obra popular XIX Final                | Vilajuïga C. del General Moragues, barri de l'Estació                   | 42° 19′ 36″ N, 3° 05′ 26″ E / 42.326694°N,3.090673°E | IPA-38174     | Caves Gelamà (Vilajuïga) · Vegeu més fotos d'aquest monument · Carregueu una nova foto d'aquest monument                        |
| Búnquers de les Omaneres                                                                              |              | Obra popular XX Mitjan                | Vilajuïga Ctra. N-260, km 23                                            | 42° 20′ 56″ N, 3° 05′ 42″ E / 42.348756°N,3.094997°E | IPA-38761     | Carregueu una nova foto d'aquest monument                                                                                       |
| Búnquer de camí al cim de la Roca Miralles                                                            |              | Obra popular XX Mitjan                | Vilajuïga Vessant oriental de la Roca Miralles                          | 42° 20′ 34″ N, 3° 08′ 02″ E / 42.342714°N,3.133751°E | IPA-39288     | Carregueu una nova foto d'aquest monument                                                                                       |